# Геноцидне зґвалтування
Геноцидне зґвалтування, форма воєнного сексуального насильства, — це акти масового та групового зґвалтування людей ворога під час війни в рамках кампанії геноциду. Під час геноциду вірмен, геноциду греків, геноциду ассирійців, другої японо-китайської війни, Голокосту, війни за незалежність Бангладеш, Боснійської війни, геноциду у Руанді,  конфліктів у Конго, громадянської війни в Південному Судані, геноциду єзидів, геноциду рохінджа, російсько-української війни масові зґвалтування, які були невід'ємною частиною цих конфліктів, привели концепцію геноцидного зґвалтування до міжнародної актуальності. До цього попри те, що воєнні зґвалтування були частиною конфліктів протягом всієї історії людства, їх зазвичай розглядали як побічний продукт конфлікту, а не як невід'ємну частину військової політики.

## Визначення
Деякі вчені стверджують, що в Конвенції про попередження злочину геноциду та покарання за нього має бути зазначено, що масове зґвалтування є злочином геноциду. Інші вчені стверджують, що зґвалтування внаслідок геноциду вже включене у визначення у статті 2 Конвенції. Кетрін Маккіннон доводить, що жертв геноцидного зґвалтування використовують як заміну всієї етнічної групи, що зґвалтування використовується як інструмент, метою якого є знищення всієї етнічної групи.
Шівон Фішер постулювала, що геноцидом є примусове запліднення, а не саме зґвалтування: «Саме повторне зґвалтування все одно є „просто“ зґвалтуванням, але зґвалтування з метою запліднення — це щось більше». Ліза Шарлах стверджує, що це визначення є надто вузьким, оскільки ці масові зґвалтування не слід визначати як геноцид виключно на підставі того, що зґвалтовані були примусово запліднені.

## Зґвалтування як геноцид
Відповідно до Резолюції Ради Безпеки ООН 1820 (оголошеної 2008 року) зґвалтування та інші форми сексуального насильства можуть вважатися військовими злочинами, злочинами проти людяності або актом, що становить геноцид.
За даними Amnesty International, зґвалтування під час війни є не побічним продуктом конфліктів, а скоріше заздалегідь спланованою та свідомою військовою стратегією. За останню чверть століття більшість конфліктів перейшли від воєн між національними державами до міжусобних і внутрішньодержавних громадянських війн. Під час цих конфліктів почастішали випадки використання зґвалтувань як зброї проти цивільного населення державними та недержавними суб'єктами. Журналісти та правозахисні організації задокументували кампанії геноцидних зґвалтувань під час конфліктів у колишній Югославії, Сьєрра-Леоне, Руанді, Ліберії, Судані, Уганді, Україні та під час громадянської війни в Демократичній Республіці Конго.
Стратегічні цілі цих масових зґвалтувань подвійні. Перша — насадити терор серед цивільного населення з метою насильницького виселення його зі своєї землі, а також щоб змусити підкоритися тих, хто могли б чинити опір геноциду. «У контексті геноциду [...] насильство проти жінок може бути спрямоване на руйнування цілісності групи через її жінок, які уособлюють її генетичну та культурну спадкоємність». Друга полягає в тому, щоб зменшити шанси на можливе повернення та відновлення групи, завдавши приниження та сорому цільовій групі та зменшивши її соціальну згуртованість. Ці наслідки є стратегічно важливими для недержавних акторів, оскільки їм необхідно видалити цільове населення з території. Зґвалтування як геноцид застосовується для кампаній, які передбачають етнічну чистку та геноцид, оскільки мета полягає в тому, щоб знищити або примусово видалити цільове населення та гарантувати, що воно не повернеться.
Однією з цілей геноцидного зґвалтування є примусова вагітність, коли агресор не тільки вторгається на землю цільового населення, але також і в їхні кровні лінії та родини. Однак проти тих, хто не може мати дітей, також чинять сексуальне насильство. 
Вік постраждалих може варіюватися від дітей до жінок віком за 80.

## Задокументовані злочини
Зґвалтування було значно поширене під час геноциду вірмен турками-османами. Під час маршів смерті вірменських мирних жителів через Анатолію в 1915 році турецькі солдати часто ґвалтували та вбивали вірменських жінок і дітей. У багатьох випадках у цих злочинах також брали участь турецькі та курдські цивільні особи. Турки забирали вірменських жінок і дівчат у сексуальне рабство або змушували їх до шлюбу. Жінки, примушені до шлюбу, також мусили прийняти іслам. Деякі злочинці вважали, що жінок і дівчат можна успішно асимілювати в мусульманську турецьку культуру, на відміну від чоловіків і хлопчиків. Після закінчення геноциду жінки та дівчата, яких примушували до шлюбу, часто не могли повернутися до колишнього життя. У них не залишилося ні сім'ї, ні джерела доходу, або вони боялися, що одружилися з турком. Крім того, турки публічно ґвалтували дружин, дочок та інших родичок відомих вірменських чоловіків. Крім дегуманізації жінок, ці цілеспрямовані зґвалтування залякали вірменське керівництво, змусивши його підкоритися, і відмовили його від опору. Деяких вірменських жінок та дівчат турецькі солдати роздягли, виставили на аукціон і продали в сексуальне рабство. Оголеність жінок у консервативному суспільстві ще більше дегуманізувала їх і позбавила свободи волі. Багатьох примушували до одруження або проституції.
|  | Армін Вегнер: «Вірменські жінки та дівчата загалом дуже красиві. На вас дивиться темне [і] прекрасне обличчя Бабешеї, яку пограбували курди, зґвалтували і звільнили лише через десять днів; турецькі солдати, офіцери, солдати і жандарми, як дикий звір, накинулися на цю жадану здобич. Всі злочини, які коли-небудь були скоєні проти жінок, були скоєні тут. Їм відрізали груди, калічили кінцівки, а трупи лежали на полях голі, осквернені або почорнілі від спеки». |

Під час грецького геноциду, ще одного з пізніх османських геноцидів, турецькі війська та цивільні особи викрадали грецьких селянок і ґвалтували їх протягом годин або днів. Турецькі селяни ґвалтували одну жінку 8 днів поспіль; незабаром вона померла. Один чоловік, який протестував проти насильства над дружиною, піддався содомізму. У регіоні Понтос банди розбійників під проводом Топала Османа ходили від села до села, грабуючи, ґвалтуючи жінок і вбиваючи їх за бажанням. Як і під час геноциду вірмен, для турецьких військ було звично вбивати чоловіків і ґвалтувати жінок; жінки часто гинули пізніше під час довгих походів до Сирії. Різанина особливо поширена на узбережжі Чорного моря, коли туди вторглися росіяни, а турецькі війська відступили. В одному понтійському селі десятки жінок і дівчат кинулися в річку, щоб уникнути зґвалтування. Турецькі війська схопили жінок у реко-православному монастирі Вазелон і, перш ніж убити, їх зґвалтували. Багато жінок і дівчат також зґвалтували під час маршів смерті до Сирії.
Під час Сайфо (геноциду ассирійців) турецькі солдати дотримувалися тієї ж схеми: вони вбивали молодих чоловіків і депортували жінок, дітей і літніх людей. Багато жінок зґвалтували під час депортації або продали цивільним мусульманам у сексуальне рабство. Жінок викрадали і змушували прийняти іслам. В Урмії, де до геноциду було велике ассирійське населення, як турецькі, так і курдські мирні жителі ґвалтували або викрадали ассирійських дівчат. В одному селі зловмисники зґвалтували дівчат восьми років; в іншому дівчат 6-7 років, які ховалися на даху. Багато жертв зґвалтувань пізніше померли. Турецькі нерегулярні війська зґвалтували кількох жінок, коли ті помирали.
За оцінками, лише в 2011 році в Демократичній Республіці Конго було зареєстровано 400 000 зґвалтувань. У ДРК геноцидні зґвалтування зосереджені на руйнуванні сім'ї та громад. В інтерв'ю з особою, яка вижила, розповідалося про групове зґвалтування, примусовий канібалізм плоду, відібраного у випотрошеної жінки, та вбивство дітей.
Під час Війни за незалежність Бангладеш 1971 року члени пакистанської армії та ополченців Біхарі та Разакер, які їх підтримували, зґвалтували від 200 000 до 400 000 бангладешських жінок у систематичній кампанії зґвалтувань геноциду. Деяких жінок могли ґвалтувати 80 разів за ніч.
Під час триваючого Дарфурського геноциду бойовики Джанджавід вчиняли дії, названі геноцидним зґвалтуванням, причому ґвалтували не лише жінок, а й дітей, а також забивали немовлят до смерті, а статеві каліцтва були звичайною справою.

Під час Другої японо-китайської війни японська імперська армія під час Нанкінської битви здійснила те, що стало відомим як зґвалтування Нанкіна, описане політологом Адамом Джонсом як «один із найжорстокіших випадків геноцидного зґвалтування». Під час насильства були масово зґвалтували та вбили десятки тисяч жінок. За оцінками Міжнародного військового трибуналу для Далекого Сходу, було зґвалтовано 20 000 жінок, у тому числі немовлят і літніх. Велика частина цих зґвалтувань була систематизована в процесі, коли солдати обшукували молодих дівчат від дверей до дверей, при цьому багато жінок брали в полон і ґвалтували групи вояків. Жінок часто вбивали одразу після зґвалтування, часто шляхом відвертого каліцтва або встромляючи багнет, довгу бамбукову палицю чи інші предмети у вагіну. Маленькі діти не уникнули звірств: їх розрізали, щоб дозволити японським солдатам зґвалтувати їх. 19 грудня 1937 року преподобний Джеймс М. Маккаллум написав у своєму щоденнику:
Я не знаю, де закінчити. Ніколи не чув і не читав про таку жорстокість. Зґвалтування! Ґвалтують! Ґвалтують! За нашими оцінками, щонайменше 1 000 випадків за ніч, і багато вдень. У разі опору або чогось, що виглядає як несхвалення, — удар багнетом або куля … Люди б'ються в істериці… Жінок забирають щоранку, вдень і ввечері. Вся японська армія, здається, вільна йти і приходити, коли їй заманеться, і робити все, що їй заманеться.
Під час геноциду в Руанді насильство набуло специфічної гендерної форми: систематична кампанія сексуального насильства була спрямована конкретно проти жінок та дівчат. За оцінками, було зґвалтовано від 250 000 до 500 000 жінок. Тих, хто пережили геноцидне зґвалтування, після пережитого стигматизували, у багатьох виявили ВІЛ. Через це постраждалим жінкам відмовляли в їхніх правах на майно і спадщину та в шансах на працевлаштування. Першою жінкою, звинуваченою та засудженою за організацію геноцидних зґвалтувань, була Полін Ніірамасухуко.
У 1996 році Беверлі Аллен написала книгу «Війна зґвалтувань: прихований геноцид у Боснії та Герцеговині та Хорватії», де вперше ввела термін «геноцидне зґвалтування» для опису дій сербських збройних сил, які проводили політику зґвалтувань з наміром чинити геноцид. У книзі Аллен порівнює геноцидне зґвалтування з біологічною війною. Аллен визначила геноцидне зґвалтування як «військову політику зґвалтувань з метою геноциду, що наразі практикується в Боснії і Герцеговині та Хорватії югославською армією, силами боснійських сербів та нерегулярними сербськими силами, відомими під назвою „четники“».
Висвітлення масових зґвалтувань під час етнічних чисток, здійснених сербськими силами в 1990-х, поклало початок аналізу використання зґвалтувань як частини геноциду. Кетрін Маккіннон доводить, що масові зґвалтування під час конфлікту «були одночасним проявом мізогінії та геноциду», і що зґвалтування можна використовувати як форму винищення. «Це також зґвалтування до смерті, зґвалтування як масове вбивство, зґвалтування з метою вбити і змусити жертву бажати смерті. Це зґвалтування як інструмент примусового вигнання, зґвалтування, щоб змусити вас покинути свій дім і ніколи не хотіти повертатися. Це зґвалтування для того, щоб тебе бачили, чули, дивилися і розповідали іншим: зґвалтування як видовище. Це зґвалтування, яке вбиває клин у спільноту, розбиває суспільство, знищує народ. Це зґвалтування як геноцид».
Акти насильства, скоєні проти жінок під час поділу Індії, також згадувалися як приклади геноцидних зґвалтувань. Даян Мазурана та інші стверджували, що «моделі зґвалтувань і сексуального насильства, здійснені [під час тиграйської війни] ENDF, EDF і регіональною міліцією Амхари та спеціальними силами проти тиграйських цивільних осіб, узгоджуються з актами геноциду, потенційно здійсненими з наміром знищення тиграйського народу».

## Виноски
1. ↑  «...будь-яка з наведених нижче дій, вчинених з наміром знищити, повністю або частково, національну, етнічну, расову чи релігійну групу як таку: